# Erfolgsspaltung
Erfolgsspaltung ist in der Betriebswirtschaftslehre die für einen bestimmten Zweck vorgenommene Aufgliederung der Gewinn- und Verlustrechnung eines Unternehmens und untersucht dessen Erfolgsquellen.

## Allgemeines
Die Gewinn- und Verlustrechnung besteht aus einer großen Anzahl von Positionen, welche die unterschiedlichsten Erträge, Kostenarten und Aufwendungen enthalten. Endergebnis dieser Positionen ist der Jahresüberschuss oder Jahresfehlbetrag. Um die Ursache dieses Endergebnisses zu ergründen, muss der Controller (für unternehmensinterne Zwecke) oder Bilanzanalyst (für die externe Bilanzanalyse) verschiedene Positionen sachgerecht miteinander verknüpfen, weglassen oder umgliedern. Diese Tätigkeit und ihr Ergebnis nennt man Erfolgsspaltung.
Die wichtigsten Kriterien der Erfolgsspaltung dieser Aufwands- und Ertragsgrößen sind die Betriebsbezogenheit, Dauerhaftigkeit und die Periodenbezogenheit. Die Betriebsbezogenheit betrifft die aus dem Betriebszweck abzuleitenden Positionen, die Dauerhaftigkeit bezieht sich auf permanente, regelmäßig wiederkehrende oder gewöhnliche Positionen, während die Periodenbezogenheit zur Unterscheidung von periodenbezogenen und periodenfremden bzw. aperiodischen Aufwendungen und Erträgen führt.

## Arten
Man unterscheidet zwischen betriebswirtschaftlicher, handelsrechtlicher und internationaler Erfolgsspaltung. Die handelsrechtliche und internationale Erfolgsspaltung berücksichtigen die nationalen gesetzlichen Vorgaben der Rechnungslegung in einem Staat.
Die Erfolgsspaltung begann in der Fachliteratur 1928 durch Hermann Richters Dissertation und bezog sich auf Nichtbanken, hat sich heute aber auch in der Jahresabschlussanalyse bei Universalbanken durchgesetzt.

## Klassische Erfolgsspaltungen
Das Betriebsergebnis reflektiert das Ergebnis der betrieblichen Leistungserstellung aus dem Kerngeschäft eines Unternehmens. Es wird innerhalb der Kosten- und Leistungsrechnung ermittelt: 
```
    
Umsatzerlöse
 
    +/- 
Bestandsveränderungen
 
    + aktivierte 
Eigenleistungen

    + sonstige betriebliche Erträge
    - 
Materialaufwand

    - 
Personalaufwand

    - 
Abschreibungen

    - sonstige betriebliche Aufwendungen
    = 
Betriebsergebnis
 (operatives Ergebnis)
```

Nächste Stufe der Erfolgsspaltung ist das EBIT: 
```
   Betriebsergebnis
   + 
Zuschreibungen
 zum Anlagevermögen
   + Erträge aus 
Finanzanlagen

   = 
EBIT
```

Es folgt das Zinsergebnis, das sich zusammensetzt aus Zinserträgen und Zinsaufwendungen:
```
    
Zinsaufwand

    - 
Zinserträge

    = 
Zinsergebnis
```

Zinsaufwand sind vor allem Kreditzinsen (Sollzinsen) und Zinsaufwand aus anderen Verbindlichkeiten. Zinserträge entstehen zum Beispiel durch Habenzinsen aus Bankguthaben oder Zinsen aus Wertpapieren. 
Das Finanzergebnis besteht aus dem Betriebsergebnis, dem Zinsergebnis und weiteren Positionen:
```
   Betriebsergebnis
   +/- Zinsergebnis
   + Erträge aus 
Beteiligungen

   - Verluste aus Beteiligungen
   - 
Abschreibungen
 auf 
Finanzanlagen
 und übliche Abschreibungen auf Wertpapiere des 
Umlaufvermögens

  = 
Finanzergebnis
```

Das das Betriebsergebnis berücksichtigende Finanzergebnis ist mit dem Ergebnis der gewöhnlichen Geschäftstätigkeit identisch. 
Aperiodische Komponenten des Betriebsergebnisses und neutrale, also betriebsfremde Positionen, sind dem außerordentlichen Ergebnis zuzuordnen. Sie sind meist aufgrund der unvollständigen Informationslage für externe Analysten nicht exakt erkennbar. In diesem Fall sollten sie imparitätisch behandelt werden:
- Sonstige betriebliche Erträge sind vollständig außerordentlich.
- Sonstige betriebliche Aufwendungen sind vollständig ordentlich, da aus HGB-Sicht nach dem Vorsichtsprinzip alle voraussichtlichen Aufwendungen am Tag ihres Erkennens angesetzt werden müssen.

Seit 2003 bestehen erhebliche Hindernisse, diese Positionen aus dem Jahresabschluss zu erkennen. 

## Hindernisse der Erfolgsspaltung
Die Streichung der Position „Ergebnis der betrieblichen Tätigkeit“ (Betriebsergebnis; englisch results of operating activities) im Jahre 2003 begründete der IASB im IAS 1.BC12 damit, dass das Ergebnis der betrieblichen Tätigkeit im IAS 1 nicht definiert sei und der Ausweis von nicht definierten Positionen nicht gefordert werden könne. Zudem ist das Betriebsergebnis wie auch das Ergebnis der gewöhnlichen Geschäftstätigkeit ab Dezember 2005 durch das Bilanzrichtlinie-Umsetzungsgesetz als Zwischengröße in der Gewinn- und Verlustrechnung entfallen (§ 275 Abs. 2 Nr. 14 HGB a. F.). Neutraler Aufwand (ehemalige Position 15), neutraler Ertrag (ehemalige Position 16) und neutrales Ergebnis (ehemalige Position 17) werden nicht mehr ausgewiesen und behindern deshalb die externe Erfolgsspaltung.

## International
Der IASB hat darauf verzichtet, das Betriebsergebnis zu definieren, deshalb wird dessen Angabe in IAS 1 (IAS 1.91, 1.92) auch nicht verlangt, darf aber freiwillig veröffentlicht werden. Eine Erfolgsspaltung im klassischen Sinne ist nach den IFRS-Regelungen nur eingeschränkt möglich, das Prinzip der Erfolgsspaltung der Gewinn- und Verlustrechnung ist dem IFRS unbekannt.